# Обсерваторія Фаунтін-Гіллс
Обсерваторія Фаунтін-Гіллс — астрономічна обсерваторія, заснована 1998 року в м. Фаунтін-Гіллс, Аризона, США астрономом-аматором Чарльзом Джулзом для задоволення приватного наукового інтересу до спостереження за небесними тілами. Публікація результатів астрометричних вимірювань руху астероїдів проводилася обсерваторією до 2005 року. Обсерваторія Фаунтін-Гіллс — одна з перших аматорських обсерваторій, що застосувала для виявлення малих тіл Сонячної системи автоматичний програмний комплекс.

## Керівники обсерваторії
- Чарльз В. Джулз[en] (1944—2009), засновник і директор обсерваторії.
- Пауло Р. Ольворсем[en], бразильський астроном, розробник програмного забезпечення для автоматичного виявлення рухомих космічних об'єктів.

## Обладнання обсерваторії
- 0.07-m f/2.8 рефрактор — з його допомогою було відкрита комета C/2005 N1 (JUELS-HOLVORCEM)
- 0.12-m f/5 рефрактор
- 0.5-m f/4.8 рефрактор

## Напрями досліджень
- відкриття нових астероїдів і планет;
- публікація результатів астрономічних спостережень.

## Основні досягнення
- Відкриття комет: C/2002 Y1 (Juels-Holvorcem)[1] та C/2005 N1 (JUELS-HOLVORCEM)[2]
- Відкриття між 1999 і 2002 роками 317 астероїдів, зроблене особисто засновником обсерваторії[3] * Відкриття ще 490 нових астероїдів в період з 1999 по 2003 рік[4].
- 11857 астрометричних вимірювань, опублікованих між 1998 і 2005 рр[5].